# Wayne Graves
Wayne Alan Graves (sinh ngày 18 tháng 9 năm 1980 ở Scunthorpe, Lincolnshire) là một cầu thủ bóng đá người Anh đã giải nghệ thi đấu ở vị trí tiền vệ phải tại Football League cho Scunthorpe United.